# Emilia (krater)
Emilia är en nedslagskrater med en diameter på 12 kilometer, på planeten Venus. Emilia har fått sitt namn efter det svenska kvinnonamnet Emilia.